# Богданова — Віссермана — Залокоцького тема
Те́ма Богда́нова — Віссерма́на — Залоко́цького — тема в шаховій композиції кооперативного жанру. Суть теми — використання механізму Віссермана з поверненням чорних та білих фігур на свої початкові поля.  

## Історія
Два українських проблеміста з Львівщини — Євген Богданов і Роман Залокоцький (Роман Федоро́вич) під час розробки задач у механізмі Віссермана втілили новий задум — повернення на початкові поля білих і чорних фігур, задіяних саме в цьому механізмі. Перша задача була опублікована у 1983 році. Вперше тему описав Євген Богданов у журналі «Шаховий Леополіс» № 30 в 2007 році.

У механізмі Віссермана дві білі фігури зв'язані чорними, на першому ході забирається одна з білих фігур з оголошенням шаха білому королю, після чого білий король іде по лінії зв'язки другої своєї фігури, на другому ході ця ж чорна фігура розв'язує другу білу фігуру, яка відходить, забираючи іншу чорну фігуру, і створюється дві батареї — біла і чорна, а на третьому ході чорна фігура повертається на своє місце з оголошенням білому королю батарейного шаха і білі також повертаються на своє початкове поле з оголошенням батарейного мату.
Цей задум дістав назву — тема Богданова — Віссермана — Залокоцького. Тема може бути виражена в задачі у триходівці або багатоходівці на кооперативний мат.
|   | a | b | c | d | e | f | g | h |   |
| 8 | b6 чорний пішак · g6 чорний пішак · b5 білий пішак · f5 чорний пішак · g5 чорна тура · h5 чорний пішак · b4 чорний пішак · c4 білий король · f4 білий слон · g4 чорна тура · h4 чорний слон · b3 білий кінь · g3 чорний пішак · a2 чорний слон · b2 чорний пішак · g2 біла тура · a1 чорний ферзь · b1 чорний король · c1 чорний кінь · h1 біла тура | b6 чорний пішак · g6 чорний пішак · b5 білий пішак · f5 чорний пішак · g5 чорна тура · h5 чорний пішак · b4 чорний пішак · c4 білий король · f4 білий слон · g4 чорна тура · h4 чорний слон · b3 білий кінь · g3 чорний пішак · a2 чорний слон · b2 чорний пішак · g2 біла тура · a1 чорний ферзь · b1 чорний король · c1 чорний кінь · h1 біла тура | b6 чорний пішак · g6 чорний пішак · b5 білий пішак · f5 чорний пішак · g5 чорна тура · h5 чорний пішак · b4 чорний пішак · c4 білий король · f4 білий слон · g4 чорна тура · h4 чорний слон · b3 білий кінь · g3 чорний пішак · a2 чорний слон · b2 чорний пішак · g2 біла тура · a1 чорний ферзь · b1 чорний король · c1 чорний кінь · h1 біла тура | b6 чорний пішак · g6 чорний пішак · b5 білий пішак · f5 чорний пішак · g5 чорна тура · h5 чорний пішак · b4 чорний пішак · c4 білий король · f4 білий слон · g4 чорна тура · h4 чорний слон · b3 білий кінь · g3 чорний пішак · a2 чорний слон · b2 чорний пішак · g2 біла тура · a1 чорний ферзь · b1 чорний король · c1 чорний кінь · h1 біла тура | b6 чорний пішак · g6 чорний пішак · b5 білий пішак · f5 чорний пішак · g5 чорна тура · h5 чорний пішак · b4 чорний пішак · c4 білий король · f4 білий слон · g4 чорна тура · h4 чорний слон · b3 білий кінь · g3 чорний пішак · a2 чорний слон · b2 чорний пішак · g2 біла тура · a1 чорний ферзь · b1 чорний король · c1 чорний кінь · h1 біла тура | b6 чорний пішак · g6 чорний пішак · b5 білий пішак · f5 чорний пішак · g5 чорна тура · h5 чорний пішак · b4 чорний пішак · c4 білий король · f4 білий слон · g4 чорна тура · h4 чорний слон · b3 білий кінь · g3 чорний пішак · a2 чорний слон · b2 чорний пішак · g2 біла тура · a1 чорний ферзь · b1 чорний король · c1 чорний кінь · h1 біла тура | b6 чорний пішак · g6 чорний пішак · b5 білий пішак · f5 чорний пішак · g5 чорна тура · h5 чорний пішак · b4 чорний пішак · c4 білий король · f4 білий слон · g4 чорна тура · h4 чорний слон · b3 білий кінь · g3 чорний пішак · a2 чорний слон · b2 чорний пішак · g2 біла тура · a1 чорний ферзь · b1 чорний король · c1 чорний кінь · h1 біла тура | b6 чорний пішак · g6 чорний пішак · b5 білий пішак · f5 чорний пішак · g5 чорна тура · h5 чорний пішак · b4 чорний пішак · c4 білий король · f4 білий слон · g4 чорна тура · h4 чорний слон · b3 білий кінь · g3 чорний пішак · a2 чорний слон · b2 чорний пішак · g2 біла тура · a1 чорний ферзь · b1 чорний король · c1 чорний кінь · h1 біла тура | 8 |
| 7 | b6 чорний пішак · g6 чорний пішак · b5 білий пішак · f5 чорний пішак · g5 чорна тура · h5 чорний пішак · b4 чорний пішак · c4 білий король · f4 білий слон · g4 чорна тура · h4 чорний слон · b3 білий кінь · g3 чорний пішак · a2 чорний слон · b2 чорний пішак · g2 біла тура · a1 чорний ферзь · b1 чорний король · c1 чорний кінь · h1 біла тура | b6 чорний пішак · g6 чорний пішак · b5 білий пішак · f5 чорний пішак · g5 чорна тура · h5 чорний пішак · b4 чорний пішак · c4 білий король · f4 білий слон · g4 чорна тура · h4 чорний слон · b3 білий кінь · g3 чорний пішак · a2 чорний слон · b2 чорний пішак · g2 біла тура · a1 чорний ферзь · b1 чорний король · c1 чорний кінь · h1 біла тура | b6 чорний пішак · g6 чорний пішак · b5 білий пішак · f5 чорний пішак · g5 чорна тура · h5 чорний пішак · b4 чорний пішак · c4 білий король · f4 білий слон · g4 чорна тура · h4 чорний слон · b3 білий кінь · g3 чорний пішак · a2 чорний слон · b2 чорний пішак · g2 біла тура · a1 чорний ферзь · b1 чорний король · c1 чорний кінь · h1 біла тура | b6 чорний пішак · g6 чорний пішак · b5 білий пішак · f5 чорний пішак · g5 чорна тура · h5 чорний пішак · b4 чорний пішак · c4 білий король · f4 білий слон · g4 чорна тура · h4 чорний слон · b3 білий кінь · g3 чорний пішак · a2 чорний слон · b2 чорний пішак · g2 біла тура · a1 чорний ферзь · b1 чорний король · c1 чорний кінь · h1 біла тура | b6 чорний пішак · g6 чорний пішак · b5 білий пішак · f5 чорний пішак · g5 чорна тура · h5 чорний пішак · b4 чорний пішак · c4 білий король · f4 білий слон · g4 чорна тура · h4 чорний слон · b3 білий кінь · g3 чорний пішак · a2 чорний слон · b2 чорний пішак · g2 біла тура · a1 чорний ферзь · b1 чорний король · c1 чорний кінь · h1 біла тура | b6 чорний пішак · g6 чорний пішак · b5 білий пішак · f5 чорний пішак · g5 чорна тура · h5 чорний пішак · b4 чорний пішак · c4 білий король · f4 білий слон · g4 чорна тура · h4 чорний слон · b3 білий кінь · g3 чорний пішак · a2 чорний слон · b2 чорний пішак · g2 біла тура · a1 чорний ферзь · b1 чорний король · c1 чорний кінь · h1 біла тура | b6 чорний пішак · g6 чорний пішак · b5 білий пішак · f5 чорний пішак · g5 чорна тура · h5 чорний пішак · b4 чорний пішак · c4 білий король · f4 білий слон · g4 чорна тура · h4 чорний слон · b3 білий кінь · g3 чорний пішак · a2 чорний слон · b2 чорний пішак · g2 біла тура · a1 чорний ферзь · b1 чорний король · c1 чорний кінь · h1 біла тура | b6 чорний пішак · g6 чорний пішак · b5 білий пішак · f5 чорний пішак · g5 чорна тура · h5 чорний пішак · b4 чорний пішак · c4 білий король · f4 білий слон · g4 чорна тура · h4 чорний слон · b3 білий кінь · g3 чорний пішак · a2 чорний слон · b2 чорний пішак · g2 біла тура · a1 чорний ферзь · b1 чорний король · c1 чорний кінь · h1 біла тура | 7 |
| 6 | b6 чорний пішак · g6 чорний пішак · b5 білий пішак · f5 чорний пішак · g5 чорна тура · h5 чорний пішак · b4 чорний пішак · c4 білий король · f4 білий слон · g4 чорна тура · h4 чорний слон · b3 білий кінь · g3 чорний пішак · a2 чорний слон · b2 чорний пішак · g2 біла тура · a1 чорний ферзь · b1 чорний король · c1 чорний кінь · h1 біла тура | b6 чорний пішак · g6 чорний пішак · b5 білий пішак · f5 чорний пішак · g5 чорна тура · h5 чорний пішак · b4 чорний пішак · c4 білий король · f4 білий слон · g4 чорна тура · h4 чорний слон · b3 білий кінь · g3 чорний пішак · a2 чорний слон · b2 чорний пішак · g2 біла тура · a1 чорний ферзь · b1 чорний король · c1 чорний кінь · h1 біла тура | b6 чорний пішак · g6 чорний пішак · b5 білий пішак · f5 чорний пішак · g5 чорна тура · h5 чорний пішак · b4 чорний пішак · c4 білий король · f4 білий слон · g4 чорна тура · h4 чорний слон · b3 білий кінь · g3 чорний пішак · a2 чорний слон · b2 чорний пішак · g2 біла тура · a1 чорний ферзь · b1 чорний король · c1 чорний кінь · h1 біла тура | b6 чорний пішак · g6 чорний пішак · b5 білий пішак · f5 чорний пішак · g5 чорна тура · h5 чорний пішак · b4 чорний пішак · c4 білий король · f4 білий слон · g4 чорна тура · h4 чорний слон · b3 білий кінь · g3 чорний пішак · a2 чорний слон · b2 чорний пішак · g2 біла тура · a1 чорний ферзь · b1 чорний король · c1 чорний кінь · h1 біла тура | b6 чорний пішак · g6 чорний пішак · b5 білий пішак · f5 чорний пішак · g5 чорна тура · h5 чорний пішак · b4 чорний пішак · c4 білий король · f4 білий слон · g4 чорна тура · h4 чорний слон · b3 білий кінь · g3 чорний пішак · a2 чорний слон · b2 чорний пішак · g2 біла тура · a1 чорний ферзь · b1 чорний король · c1 чорний кінь · h1 біла тура | b6 чорний пішак · g6 чорний пішак · b5 білий пішак · f5 чорний пішак · g5 чорна тура · h5 чорний пішак · b4 чорний пішак · c4 білий король · f4 білий слон · g4 чорна тура · h4 чорний слон · b3 білий кінь · g3 чорний пішак · a2 чорний слон · b2 чорний пішак · g2 біла тура · a1 чорний ферзь · b1 чорний король · c1 чорний кінь · h1 біла тура | b6 чорний пішак · g6 чорний пішак · b5 білий пішак · f5 чорний пішак · g5 чорна тура · h5 чорний пішак · b4 чорний пішак · c4 білий король · f4 білий слон · g4 чорна тура · h4 чорний слон · b3 білий кінь · g3 чорний пішак · a2 чорний слон · b2 чорний пішак · g2 біла тура · a1 чорний ферзь · b1 чорний король · c1 чорний кінь · h1 біла тура | b6 чорний пішак · g6 чорний пішак · b5 білий пішак · f5 чорний пішак · g5 чорна тура · h5 чорний пішак · b4 чорний пішак · c4 білий король · f4 білий слон · g4 чорна тура · h4 чорний слон · b3 білий кінь · g3 чорний пішак · a2 чорний слон · b2 чорний пішак · g2 біла тура · a1 чорний ферзь · b1 чорний король · c1 чорний кінь · h1 біла тура | 6 |
| 5 | b6 чорний пішак · g6 чорний пішак · b5 білий пішак · f5 чорний пішак · g5 чорна тура · h5 чорний пішак · b4 чорний пішак · c4 білий король · f4 білий слон · g4 чорна тура · h4 чорний слон · b3 білий кінь · g3 чорний пішак · a2 чорний слон · b2 чорний пішак · g2 біла тура · a1 чорний ферзь · b1 чорний король · c1 чорний кінь · h1 біла тура | b6 чорний пішак · g6 чорний пішак · b5 білий пішак · f5 чорний пішак · g5 чорна тура · h5 чорний пішак · b4 чорний пішак · c4 білий король · f4 білий слон · g4 чорна тура · h4 чорний слон · b3 білий кінь · g3 чорний пішак · a2 чорний слон · b2 чорний пішак · g2 біла тура · a1 чорний ферзь · b1 чорний король · c1 чорний кінь · h1 біла тура | b6 чорний пішак · g6 чорний пішак · b5 білий пішак · f5 чорний пішак · g5 чорна тура · h5 чорний пішак · b4 чорний пішак · c4 білий король · f4 білий слон · g4 чорна тура · h4 чорний слон · b3 білий кінь · g3 чорний пішак · a2 чорний слон · b2 чорний пішак · g2 біла тура · a1 чорний ферзь · b1 чорний король · c1 чорний кінь · h1 біла тура | b6 чорний пішак · g6 чорний пішак · b5 білий пішак · f5 чорний пішак · g5 чорна тура · h5 чорний пішак · b4 чорний пішак · c4 білий король · f4 білий слон · g4 чорна тура · h4 чорний слон · b3 білий кінь · g3 чорний пішак · a2 чорний слон · b2 чорний пішак · g2 біла тура · a1 чорний ферзь · b1 чорний король · c1 чорний кінь · h1 біла тура | b6 чорний пішак · g6 чорний пішак · b5 білий пішак · f5 чорний пішак · g5 чорна тура · h5 чорний пішак · b4 чорний пішак · c4 білий король · f4 білий слон · g4 чорна тура · h4 чорний слон · b3 білий кінь · g3 чорний пішак · a2 чорний слон · b2 чорний пішак · g2 біла тура · a1 чорний ферзь · b1 чорний король · c1 чорний кінь · h1 біла тура | b6 чорний пішак · g6 чорний пішак · b5 білий пішак · f5 чорний пішак · g5 чорна тура · h5 чорний пішак · b4 чорний пішак · c4 білий король · f4 білий слон · g4 чорна тура · h4 чорний слон · b3 білий кінь · g3 чорний пішак · a2 чорний слон · b2 чорний пішак · g2 біла тура · a1 чорний ферзь · b1 чорний король · c1 чорний кінь · h1 біла тура | b6 чорний пішак · g6 чорний пішак · b5 білий пішак · f5 чорний пішак · g5 чорна тура · h5 чорний пішак · b4 чорний пішак · c4 білий король · f4 білий слон · g4 чорна тура · h4 чорний слон · b3 білий кінь · g3 чорний пішак · a2 чорний слон · b2 чорний пішак · g2 біла тура · a1 чорний ферзь · b1 чорний король · c1 чорний кінь · h1 біла тура | b6 чорний пішак · g6 чорний пішак · b5 білий пішак · f5 чорний пішак · g5 чорна тура · h5 чорний пішак · b4 чорний пішак · c4 білий король · f4 білий слон · g4 чорна тура · h4 чорний слон · b3 білий кінь · g3 чорний пішак · a2 чорний слон · b2 чорний пішак · g2 біла тура · a1 чорний ферзь · b1 чорний король · c1 чорний кінь · h1 біла тура | 5 |
| 4 | b6 чорний пішак · g6 чорний пішак · b5 білий пішак · f5 чорний пішак · g5 чорна тура · h5 чорний пішак · b4 чорний пішак · c4 білий король · f4 білий слон · g4 чорна тура · h4 чорний слон · b3 білий кінь · g3 чорний пішак · a2 чорний слон · b2 чорний пішак · g2 біла тура · a1 чорний ферзь · b1 чорний король · c1 чорний кінь · h1 біла тура | b6 чорний пішак · g6 чорний пішак · b5 білий пішак · f5 чорний пішак · g5 чорна тура · h5 чорний пішак · b4 чорний пішак · c4 білий король · f4 білий слон · g4 чорна тура · h4 чорний слон · b3 білий кінь · g3 чорний пішак · a2 чорний слон · b2 чорний пішак · g2 біла тура · a1 чорний ферзь · b1 чорний король · c1 чорний кінь · h1 біла тура | b6 чорний пішак · g6 чорний пішак · b5 білий пішак · f5 чорний пішак · g5 чорна тура · h5 чорний пішак · b4 чорний пішак · c4 білий король · f4 білий слон · g4 чорна тура · h4 чорний слон · b3 білий кінь · g3 чорний пішак · a2 чорний слон · b2 чорний пішак · g2 біла тура · a1 чорний ферзь · b1 чорний король · c1 чорний кінь · h1 біла тура | b6 чорний пішак · g6 чорний пішак · b5 білий пішак · f5 чорний пішак · g5 чорна тура · h5 чорний пішак · b4 чорний пішак · c4 білий король · f4 білий слон · g4 чорна тура · h4 чорний слон · b3 білий кінь · g3 чорний пішак · a2 чорний слон · b2 чорний пішак · g2 біла тура · a1 чорний ферзь · b1 чорний король · c1 чорний кінь · h1 біла тура | b6 чорний пішак · g6 чорний пішак · b5 білий пішак · f5 чорний пішак · g5 чорна тура · h5 чорний пішак · b4 чорний пішак · c4 білий король · f4 білий слон · g4 чорна тура · h4 чорний слон · b3 білий кінь · g3 чорний пішак · a2 чорний слон · b2 чорний пішак · g2 біла тура · a1 чорний ферзь · b1 чорний король · c1 чорний кінь · h1 біла тура | b6 чорний пішак · g6 чорний пішак · b5 білий пішак · f5 чорний пішак · g5 чорна тура · h5 чорний пішак · b4 чорний пішак · c4 білий король · f4 білий слон · g4 чорна тура · h4 чорний слон · b3 білий кінь · g3 чорний пішак · a2 чорний слон · b2 чорний пішак · g2 біла тура · a1 чорний ферзь · b1 чорний король · c1 чорний кінь · h1 біла тура | b6 чорний пішак · g6 чорний пішак · b5 білий пішак · f5 чорний пішак · g5 чорна тура · h5 чорний пішак · b4 чорний пішак · c4 білий король · f4 білий слон · g4 чорна тура · h4 чорний слон · b3 білий кінь · g3 чорний пішак · a2 чорний слон · b2 чорний пішак · g2 біла тура · a1 чорний ферзь · b1 чорний король · c1 чорний кінь · h1 біла тура | b6 чорний пішак · g6 чорний пішак · b5 білий пішак · f5 чорний пішак · g5 чорна тура · h5 чорний пішак · b4 чорний пішак · c4 білий король · f4 білий слон · g4 чорна тура · h4 чорний слон · b3 білий кінь · g3 чорний пішак · a2 чорний слон · b2 чорний пішак · g2 біла тура · a1 чорний ферзь · b1 чорний король · c1 чорний кінь · h1 біла тура | 4 |
| 3 | b6 чорний пішак · g6 чорний пішак · b5 білий пішак · f5 чорний пішак · g5 чорна тура · h5 чорний пішак · b4 чорний пішак · c4 білий король · f4 білий слон · g4 чорна тура · h4 чорний слон · b3 білий кінь · g3 чорний пішак · a2 чорний слон · b2 чорний пішак · g2 біла тура · a1 чорний ферзь · b1 чорний король · c1 чорний кінь · h1 біла тура | b6 чорний пішак · g6 чорний пішак · b5 білий пішак · f5 чорний пішак · g5 чорна тура · h5 чорний пішак · b4 чорний пішак · c4 білий король · f4 білий слон · g4 чорна тура · h4 чорний слон · b3 білий кінь · g3 чорний пішак · a2 чорний слон · b2 чорний пішак · g2 біла тура · a1 чорний ферзь · b1 чорний король · c1 чорний кінь · h1 біла тура | b6 чорний пішак · g6 чорний пішак · b5 білий пішак · f5 чорний пішак · g5 чорна тура · h5 чорний пішак · b4 чорний пішак · c4 білий король · f4 білий слон · g4 чорна тура · h4 чорний слон · b3 білий кінь · g3 чорний пішак · a2 чорний слон · b2 чорний пішак · g2 біла тура · a1 чорний ферзь · b1 чорний король · c1 чорний кінь · h1 біла тура | b6 чорний пішак · g6 чорний пішак · b5 білий пішак · f5 чорний пішак · g5 чорна тура · h5 чорний пішак · b4 чорний пішак · c4 білий король · f4 білий слон · g4 чорна тура · h4 чорний слон · b3 білий кінь · g3 чорний пішак · a2 чорний слон · b2 чорний пішак · g2 біла тура · a1 чорний ферзь · b1 чорний король · c1 чорний кінь · h1 біла тура | b6 чорний пішак · g6 чорний пішак · b5 білий пішак · f5 чорний пішак · g5 чорна тура · h5 чорний пішак · b4 чорний пішак · c4 білий король · f4 білий слон · g4 чорна тура · h4 чорний слон · b3 білий кінь · g3 чорний пішак · a2 чорний слон · b2 чорний пішак · g2 біла тура · a1 чорний ферзь · b1 чорний король · c1 чорний кінь · h1 біла тура | b6 чорний пішак · g6 чорний пішак · b5 білий пішак · f5 чорний пішак · g5 чорна тура · h5 чорний пішак · b4 чорний пішак · c4 білий король · f4 білий слон · g4 чорна тура · h4 чорний слон · b3 білий кінь · g3 чорний пішак · a2 чорний слон · b2 чорний пішак · g2 біла тура · a1 чорний ферзь · b1 чорний король · c1 чорний кінь · h1 біла тура | b6 чорний пішак · g6 чорний пішак · b5 білий пішак · f5 чорний пішак · g5 чорна тура · h5 чорний пішак · b4 чорний пішак · c4 білий король · f4 білий слон · g4 чорна тура · h4 чорний слон · b3 білий кінь · g3 чорний пішак · a2 чорний слон · b2 чорний пішак · g2 біла тура · a1 чорний ферзь · b1 чорний король · c1 чорний кінь · h1 біла тура | b6 чорний пішак · g6 чорний пішак · b5 білий пішак · f5 чорний пішак · g5 чорна тура · h5 чорний пішак · b4 чорний пішак · c4 білий король · f4 білий слон · g4 чорна тура · h4 чорний слон · b3 білий кінь · g3 чорний пішак · a2 чорний слон · b2 чорний пішак · g2 біла тура · a1 чорний ферзь · b1 чорний король · c1 чорний кінь · h1 біла тура | 3 |
| 2 | b6 чорний пішак · g6 чорний пішак · b5 білий пішак · f5 чорний пішак · g5 чорна тура · h5 чорний пішак · b4 чорний пішак · c4 білий король · f4 білий слон · g4 чорна тура · h4 чорний слон · b3 білий кінь · g3 чорний пішак · a2 чорний слон · b2 чорний пішак · g2 біла тура · a1 чорний ферзь · b1 чорний король · c1 чорний кінь · h1 біла тура | b6 чорний пішак · g6 чорний пішак · b5 білий пішак · f5 чорний пішак · g5 чорна тура · h5 чорний пішак · b4 чорний пішак · c4 білий король · f4 білий слон · g4 чорна тура · h4 чорний слон · b3 білий кінь · g3 чорний пішак · a2 чорний слон · b2 чорний пішак · g2 біла тура · a1 чорний ферзь · b1 чорний король · c1 чорний кінь · h1 біла тура | b6 чорний пішак · g6 чорний пішак · b5 білий пішак · f5 чорний пішак · g5 чорна тура · h5 чорний пішак · b4 чорний пішак · c4 білий король · f4 білий слон · g4 чорна тура · h4 чорний слон · b3 білий кінь · g3 чорний пішак · a2 чорний слон · b2 чорний пішак · g2 біла тура · a1 чорний ферзь · b1 чорний король · c1 чорний кінь · h1 біла тура | b6 чорний пішак · g6 чорний пішак · b5 білий пішак · f5 чорний пішак · g5 чорна тура · h5 чорний пішак · b4 чорний пішак · c4 білий король · f4 білий слон · g4 чорна тура · h4 чорний слон · b3 білий кінь · g3 чорний пішак · a2 чорний слон · b2 чорний пішак · g2 біла тура · a1 чорний ферзь · b1 чорний король · c1 чорний кінь · h1 біла тура | b6 чорний пішак · g6 чорний пішак · b5 білий пішак · f5 чорний пішак · g5 чорна тура · h5 чорний пішак · b4 чорний пішак · c4 білий король · f4 білий слон · g4 чорна тура · h4 чорний слон · b3 білий кінь · g3 чорний пішак · a2 чорний слон · b2 чорний пішак · g2 біла тура · a1 чорний ферзь · b1 чорний король · c1 чорний кінь · h1 біла тура | b6 чорний пішак · g6 чорний пішак · b5 білий пішак · f5 чорний пішак · g5 чорна тура · h5 чорний пішак · b4 чорний пішак · c4 білий король · f4 білий слон · g4 чорна тура · h4 чорний слон · b3 білий кінь · g3 чорний пішак · a2 чорний слон · b2 чорний пішак · g2 біла тура · a1 чорний ферзь · b1 чорний король · c1 чорний кінь · h1 біла тура | b6 чорний пішак · g6 чорний пішак · b5 білий пішак · f5 чорний пішак · g5 чорна тура · h5 чорний пішак · b4 чорний пішак · c4 білий король · f4 білий слон · g4 чорна тура · h4 чорний слон · b3 білий кінь · g3 чорний пішак · a2 чорний слон · b2 чорний пішак · g2 біла тура · a1 чорний ферзь · b1 чорний король · c1 чорний кінь · h1 біла тура | b6 чорний пішак · g6 чорний пішак · b5 білий пішак · f5 чорний пішак · g5 чорна тура · h5 чорний пішак · b4 чорний пішак · c4 білий король · f4 білий слон · g4 чорна тура · h4 чорний слон · b3 білий кінь · g3 чорний пішак · a2 чорний слон · b2 чорний пішак · g2 біла тура · a1 чорний ферзь · b1 чорний король · c1 чорний кінь · h1 біла тура | 2 |
| 1 | b6 чорний пішак · g6 чорний пішак · b5 білий пішак · f5 чорний пішак · g5 чорна тура · h5 чорний пішак · b4 чорний пішак · c4 білий король · f4 білий слон · g4 чорна тура · h4 чорний слон · b3 білий кінь · g3 чорний пішак · a2 чорний слон · b2 чорний пішак · g2 біла тура · a1 чорний ферзь · b1 чорний король · c1 чорний кінь · h1 біла тура | b6 чорний пішак · g6 чорний пішак · b5 білий пішак · f5 чорний пішак · g5 чорна тура · h5 чорний пішак · b4 чорний пішак · c4 білий король · f4 білий слон · g4 чорна тура · h4 чорний слон · b3 білий кінь · g3 чорний пішак · a2 чорний слон · b2 чорний пішак · g2 біла тура · a1 чорний ферзь · b1 чорний король · c1 чорний кінь · h1 біла тура | b6 чорний пішак · g6 чорний пішак · b5 білий пішак · f5 чорний пішак · g5 чорна тура · h5 чорний пішак · b4 чорний пішак · c4 білий король · f4 білий слон · g4 чорна тура · h4 чорний слон · b3 білий кінь · g3 чорний пішак · a2 чорний слон · b2 чорний пішак · g2 біла тура · a1 чорний ферзь · b1 чорний король · c1 чорний кінь · h1 біла тура | b6 чорний пішак · g6 чорний пішак · b5 білий пішак · f5 чорний пішак · g5 чорна тура · h5 чорний пішак · b4 чорний пішак · c4 білий король · f4 білий слон · g4 чорна тура · h4 чорний слон · b3 білий кінь · g3 чорний пішак · a2 чорний слон · b2 чорний пішак · g2 біла тура · a1 чорний ферзь · b1 чорний король · c1 чорний кінь · h1 біла тура | b6 чорний пішак · g6 чорний пішак · b5 білий пішак · f5 чорний пішак · g5 чорна тура · h5 чорний пішак · b4 чорний пішак · c4 білий король · f4 білий слон · g4 чорна тура · h4 чорний слон · b3 білий кінь · g3 чорний пішак · a2 чорний слон · b2 чорний пішак · g2 біла тура · a1 чорний ферзь · b1 чорний король · c1 чорний кінь · h1 біла тура | b6 чорний пішак · g6 чорний пішак · b5 білий пішак · f5 чорний пішак · g5 чорна тура · h5 чорний пішак · b4 чорний пішак · c4 білий король · f4 білий слон · g4 чорна тура · h4 чорний слон · b3 білий кінь · g3 чорний пішак · a2 чорний слон · b2 чорний пішак · g2 біла тура · a1 чорний ферзь · b1 чорний король · c1 чорний кінь · h1 біла тура | b6 чорний пішак · g6 чорний пішак · b5 білий пішак · f5 чорний пішак · g5 чорна тура · h5 чорний пішак · b4 чорний пішак · c4 білий король · f4 білий слон · g4 чорна тура · h4 чорний слон · b3 білий кінь · g3 чорний пішак · a2 чорний слон · b2 чорний пішак · g2 біла тура · a1 чорний ферзь · b1 чорний король · c1 чорний кінь · h1 біла тура | b6 чорний пішак · g6 чорний пішак · b5 білий пішак · f5 чорний пішак · g5 чорна тура · h5 чорний пішак · b4 чорний пішак · c4 білий король · f4 білий слон · g4 чорна тура · h4 чорний слон · b3 білий кінь · g3 чорний пішак · a2 чорний слон · b2 чорний пішак · g2 біла тура · a1 чорний ферзь · b1 чорний король · c1 чорний кінь · h1 біла тура | 1 |
|   | a | b | c | d | e | f | g | h |   |

FEN: 8/8/1p4p1/1P3prp/1pK2Brb/1N4p1/bp4R1/qkn4R
2 Sol

І   1. Bxb3+ Kxb4  2. Bc4  Bxc1  3. Ba2+  Bf4#

ІІ 1. Rxf4+   Kd5   2. Rc4  Sxc1  3. Rg4+  Sb3#
Задача відібрана до Альбому ФІДЕ за 1983—1985 роки.
В цьому альбомі вона є під № 820.